# HUGO
 Denne artikel omhandler det humane genomprojekt. Opslagsordet har også en anden betydning, se Hugo.
HUGO er en forkortelse for Human Genome Project Organisation, det globale samarbejde om kortlægning af menneskets genom.
Projektet startede officielt i 1990 og blev afsluttet i 2003. Men allerede i 2001 blev en foreløbig næsten færdig udgave af det komplette genom offentliggjort. I 1998 fik human genom-projektet konkurrence af det private firma Celera Genomics, som ligeledes i 2001 kunne fremlægge deres eget sekventerede humane genom.
Det humane genom indeholder kun omkring 20.000 gener, betydeligt mindre end forventet.

## Eksterne links
- Genomer, patenter og etik. Biokemisk Forening, 2000 Arkiveret 24. oktober 2014 hos  Wayback Machine
- The Human Genome Project. Nature Portfolio 2021
- All About The Human Genome Project (HGP). Genome.gov. 2012
- Human Genome Project Information. Genomics.energy.gov Arkiveret 15. marts 2008 hos  Wayback Machine

| Naturvidenskab | Spire Denne naturvidenskabsartikel er en spire som bør udbygges. Du er velkommen til at hjælpe Wikipedia ved at udvide den. |